# Syracuse, New York
Syracuse je grad u američkoj saveznoj državi New York. Kao grad je osnovan 1829., a prema popisu stanovništva iz 2000. imao je 147.306 stanovnika.